# Кубок України з футболу серед жінок 1993
У 1993 році відбувся другий розіграш Кубку України з футболу серед жінок. Володарем кубку стала столична команда —  ЖФК «Арена».

## Матчі

### Попередній етап
| Команда 1           | Заг. | Команда 2                | 1-й матч | 2-й матч |
| ------------------- | ---- | ------------------------ | -------- | -------- |
| «Лада» (Миколаїв)   | 0:4  | «Стимул-ЗДУ» (Запоріжжя) | 0:2      | 0:2      |
| «Контек» (Луганськ) | 0:21 | «Луганочка» (Луганськ)   | 0:17     | 0:4      |

### 1/8 фіналу
| Команда 1               | Заг.              | Команда 2                  | 1-й матч | 2-й матч |
| ----------------------- | ----------------- | -------------------------- | -------- | -------- |
| «Юніса» (Луганськ)      | 2:1               | «Луганочка» (Луганськ)     | 1:0      | 1:1      |
| «Львів'янка» (Львів)    | 3:3 (по пен. 2:3) | «Аліна» (Київ)             | 2:1      | 1:2      |
| «Динамо» (Київ)         | 6:0               | «Крим-Юні» (Сімферополь)   | 4:0      | 2:0      |
| «Торнадо» (Київ)        | 5:0               | «Стимул-ЗДУ» (Запоріжжя)   | 2:0      | 3:0      |
| «Текстильник» (Донецьк) | -:+ (тех.поразка) | «Дніпро» (Дніпропетровськ) | 1:2      | -:+      |
| «Борисфен» (Запоріжжя)  | -:+ (тех.поразка) | «Легенда» (Чернігів)       | 0:2      | -:+      |
| «Арена» (Київ)          | +:- (тех.поразка) | «Союз» (Харків)            | +:-      | +:-      |
| «Іскра» (Запоріжжя)     | +:- (тех.поразка) | «Мрія» (Кіровоград)        | +:-      | +:-      |

### Чвертьфінали
| Команда 1                  | Заг.              | Команда 2            | 1-й матч | 2-й матч |
| -------------------------- | ----------------- | -------------------- | -------- | -------- |
| «Арена» (Київ)             | 2:1               | «Легенда» (Чернігів) | 2:0      | 0:1      |
| «Торнадо» (Київ)           | 1:2               | «Юніса» (Луганськ)   | 0:2      | 1:0      |
| «Іскра» (Запоріжжя)        | 10:1              | «Аліна» (Київ)       | 5:1      | 5:0      |
| «Дніпро» (Дніпропетровськ) | -:+ (тех.поразка) | «Динамо» (Київ)      | -:+      | -:+      |

### Півфінали
| Команда 1           | Заг.              | Команда 2          | 1-й матч | 2-й матч |
| ------------------- | ----------------- | ------------------ | -------- | -------- |
| «Арена» (Київ)      | 2:1               | «Юніса» (Луганськ) | 3:0      | 1:4      |
| «Іскра» (Запоріжжя) | -:+ (тех.поразка) | «Динамо» (Київ)    | 0:2      | -:+      |

## Фінал
| 11 серпня 1993 |

| «Динамо» ( Київ ) | 1 – 4 | «Арена» ( Київ )                             |
| ----------------- | ----- | -------------------------------------------- |
| Зонова 58'        |       | Проценко 12' Гусакова 14' Приходько 36', 71' |

| стадіон «Динамо», Київ Глядачів: 1000 Арбітр: Арановський |